# Litoria lodesdema
Espèce
Litoria lodesdema est une espèce d'amphibiens de la famille des Pelodryadidae.

## Répartition
Cette espèce est endémique de Papouasie-Nouvelle-Guinée. Elle se rencontre de Popondetta à Madang.

## Description
Les mâles mesurent de 19,3 à 23,8 mm.

## Publication originale
- Menzies, Richards & Tyler, 2008 : Systematics of the Australo-Papuan tree frogs known as Litoria bicolor (Anura : Hylidae) in the Papuan region. Australian Journal of Zoology, vol. 56, no 4, p. 257–280.